# Pardosa bellona
Pardosa bellona là một loài nhện trong họ Lycosidae.
Loài này thuộc chi Pardosa. Pardosa bellona được Richard C. Banks miêu tả năm 1898.